# Lamar County (Georgia)
Lamar County is een county in de Amerikaanse staat Georgia.
De county heeft een landoppervlakte van 479 km² en telt 15.912 inwoners (volkstelling 2000). De hoofdplaats is Barnesville.

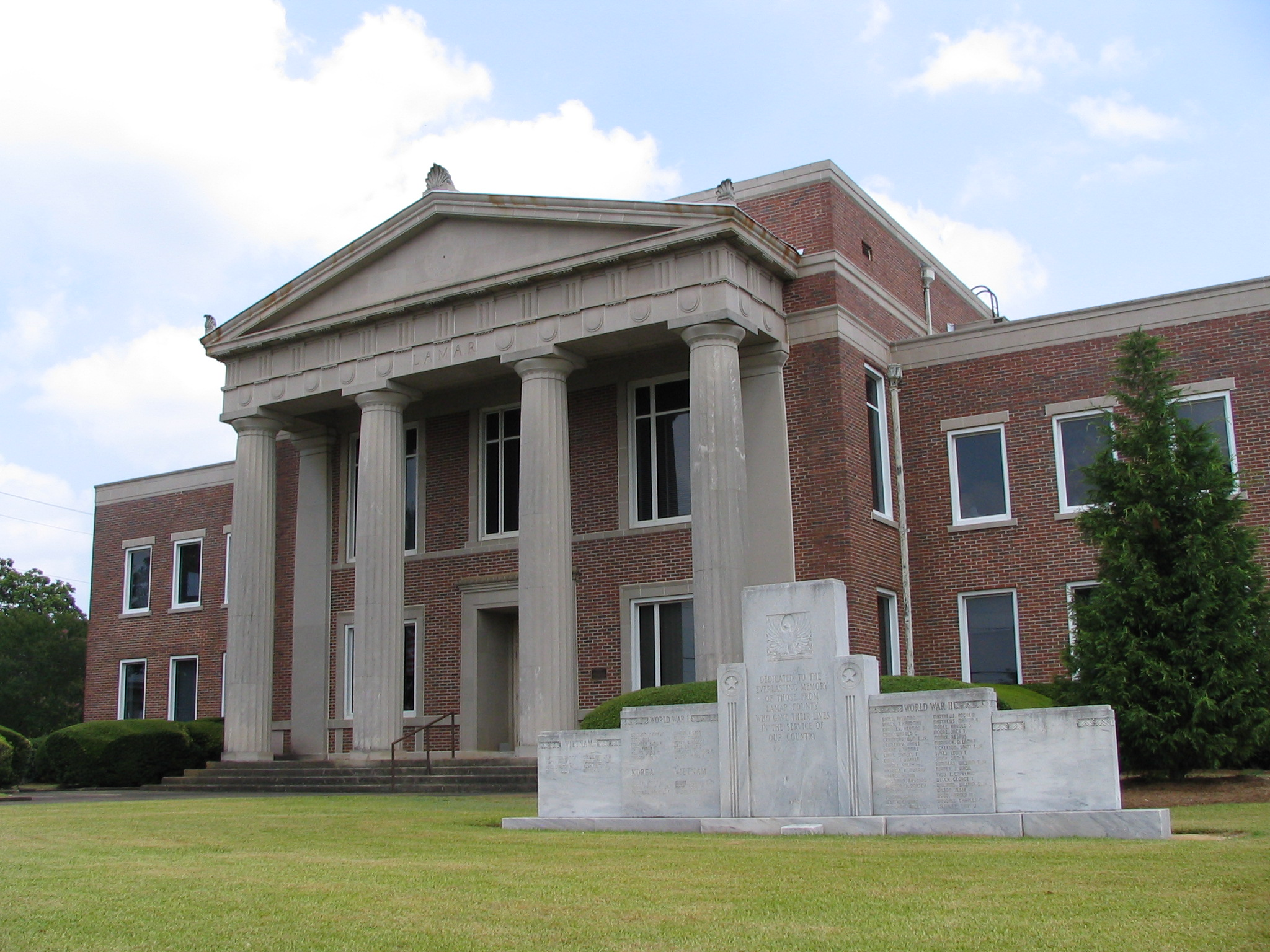
Lamar County Courthouse